# 晴報

《晴報》創刊號

晴報（英語：Sky Post）是香港經濟日報集團旗下的一份免費報紙，內容針對中產具消費力上班族，網羅港聞、國際、中國、財經、娛樂消閒、親子、健康及旅遊等範疇，提供貼身實用的資訊及智慧。逢星期一至五（法定假期除外）於全港各區派發，於2011年7月27日創刊，自稱全港第二大報章，以「中產˙生活˙智慧」為定位。其前身為集團旗下的地區周報Take me Home。

## 名稱源由
《晴報》的晴字，是不論晴天、陰天，還是下雨，希望讀者都像報紙的口號，「日日好心情」迎接新挑戰。亦有一說：《晴報》讀音與「情報」雷同。

## 歷史
經濟日報集團旗下《Take me Home生活區報》，於2005年8月創刊，當時定位為地區報章，屬逢星期五出版的週報，與《晴報》有同屬四開的版式。
2011年，香港經濟日報集團開始籌組免費日報，將《Take me Home生活區報》改組。該報於2011年7月22日出版最後一期，而《晴報》則於2011年7月27日創刊。
《晴報》自稱是一份中肯持平、年輕活潑、積極向上的免費中文報章，內容針對中產具消費力上班族，網羅港聞、國際、中國、財經、娛樂消閒、親子、健康及旅遊等範疇，提供貼身實用的資訊及智慧。《晴報》逢星期一至五免費派發，每日發行量達五十萬份，為全港第二或第三大報章，重要交通樞紐有派發點。除網上閱覽版外，設有iOS、Android揭頁版及iPhone、Android文字版APP供下載使用。
自2015年3月起，《晴報》推出一系列名為「晴報 睇住賞100」的推廣活動，其中包括送機票、自助餐、TONY WONG蛋糕、Haagan Dazs雪糕月餅和雪糕火鍋、日韓機票、哈囉喂入場券、Le Creuset廚具、年糕、酒店食宿、DYSON吸塵機和家電等。
2023年8月15日，《晴報》母公司香港經濟日報集團開會商討後，因應市場發展，決定旗下《晴報》將於同年9月15日發行最後一期印刷版報章，並將遣散部分員工。《晴報》將由免費報章全面轉型為網上電子媒體。

## 爭議事件
- 網上版新聞不時出現錯別字。例如把「逮捕」的捕，誤寫成「修補」的補[4]。
- 《晴報》專欄不時有出位且爭議的言論。作者屈穎妍認為學校應增設嫖妓相關討論群組。[5]
- 《晴報》不時會在網上剽竊他人原創內容，作為自己報紙的內容，例如2022年10月，《晴報》就在作者不知情下，原篇轉載Youtuber Hebeface訪問舞台劇演員周志輝的訪問，引起Hebeface不滿，並公開指責《晴報》的抄襲行徑。[6]此等內容農場的行為在同為經濟日報集團旗下的網上平台TOPick亦時有發生。

## 外部連結
- 晴報官方網站（页面存档备份，存于）